# Orden des Mohren
Der Orden des Mohren (italienisch Ordine del Moretto) war ein päpstlicher Orden für die Präsidenten der Accademia di San Luca.

## Verleihung und Geschichte
Der Orden des Mohren wurde durch das Breve Illud soepe numero von Papst Pius VII. am 23. September 1806 gestiftet. Der amtierende Präsident der päpstlichen Accademia di San Luca in Rom erhielt den Orden und durfte diesen auch nach Ausscheiden aus dem Amt weiterhin tragen. Da ausschließlich die Präsidenten der Akademie den Orden tragen durften, bezweifelten schon Zeitgenossen, dass die Kategorie eines Ordens zutreffend sei; auch wenn der Begriff „Orden“ verwendet wird, so handelte es sich doch eher um eine Amtsinsignie.
Seit dem Ende des Kirchenstaates 1870 wird der Orden nicht mehr verliehen.

## Beschreibung und Trageweise
Der Orden besteht aus einem achtzackigen weißen Kreuz mit goldenem Rand. In der Mitte befindet sich ein ebenfalls goldumrandetes weißes Medaillon mit dem Kopf eines Mohren. Das Kreuz hängt an einem Lorbeerkranz, welcher wiederum an einem roten Band mit zwei schwarzen Streifen befestigt ist.
Der Orden wurde an der linken Seite der Brust getragen. Zusätzlich existierte auch noch eine eigene Uniform.